# Misaki Matsutomo
Misaki Matsutomo (Tokushima, 8 de febrer de 1992) és una esportista japonesa que competeix en bàdminton en la categoria de dobles.
Va guanyar la medalla de plata en la categoria de dobles en els Jocs Asiàtics de 2014. El 2016 va guanyar el Super Sèries Masters All England en dobles. La seva parella en dobles és Ayaka Takahashi.

## Palmarès internacional
| Jocs Asiàtics | Jocs Asiàtics            | Jocs Asiàtics | Jocs Asiàtics |
| Any           | Lloc                     | Medalla       | Prova         |
| ------------- | ------------------------ | ------------- | ------------- |
| 2014          | Incheon ( Corea del Sud) | 2             | Dobles        |

## Tornejos guanyats
| Nombre | Any  | Torneig      | Categoria                       |
| ------ | ---- | ------------ | ------------------------------- |
| 1      | 2009 | Japó         | BWF International Challenge     |
| 2      | 2009 | Bèlgica      | BWF International Challenge     |
| 3      | 2009 | Índia        | BWF Grand Prix                  |
| 4      | 2012 | Estats Units | BWF Grand Prix Gold             |
| 5      | 2012 | Canadà       | BWF Grand Prix                  |
| 6      | 2012 | Indonèsia    | BWF Grand Prix Gold             |
| 7      | 2014 | Alemanya     | BWF Grand Prix Gold             |
| 8      | 2014 | Japó         | BWF Super Sèries                |
| 9      | 2014 | Dubai        | BWF Super Sèries Masters Finals |
| 10     | 2015 | Índia        | BWF Super Sèries                |
| 11     | 2016 | All England  | BWF Super Sèries Premier        |
| 12     | 2016 | Índia        | BWF Super Sèries                |

     BWF Super Sèries Premier/Finals
     BWF Super Sèries
     BWF Grand Prix Gold
     BWF Grand Prix
     BWF International Challenge